# Rut Brandt
Rut Brandt, née Rut Hansen le 10 janvier 1920 à Hamar (Norvège) et morte le 28 juillet 2006 à Berlin (Allemagne), est une écrivaine norvégienne et la deuxième épouse de l'ancien chancelier fédéral allemand Willy Brandt.

## Biographie
Elle est enterrée avec son époux au cimetière boisé de Berlin-Zehlendorf.

## Publications
- 1992 : Freundesland
- 2001 : Wer an wen sein Herz verlor

## Source
- (en) Cet article est partiellement ou en totalité issu de l’article de Wikipédia en anglais intitulé « Rut Brandt » (voir la liste des auteurs).